# Unia polsko-szwedzka

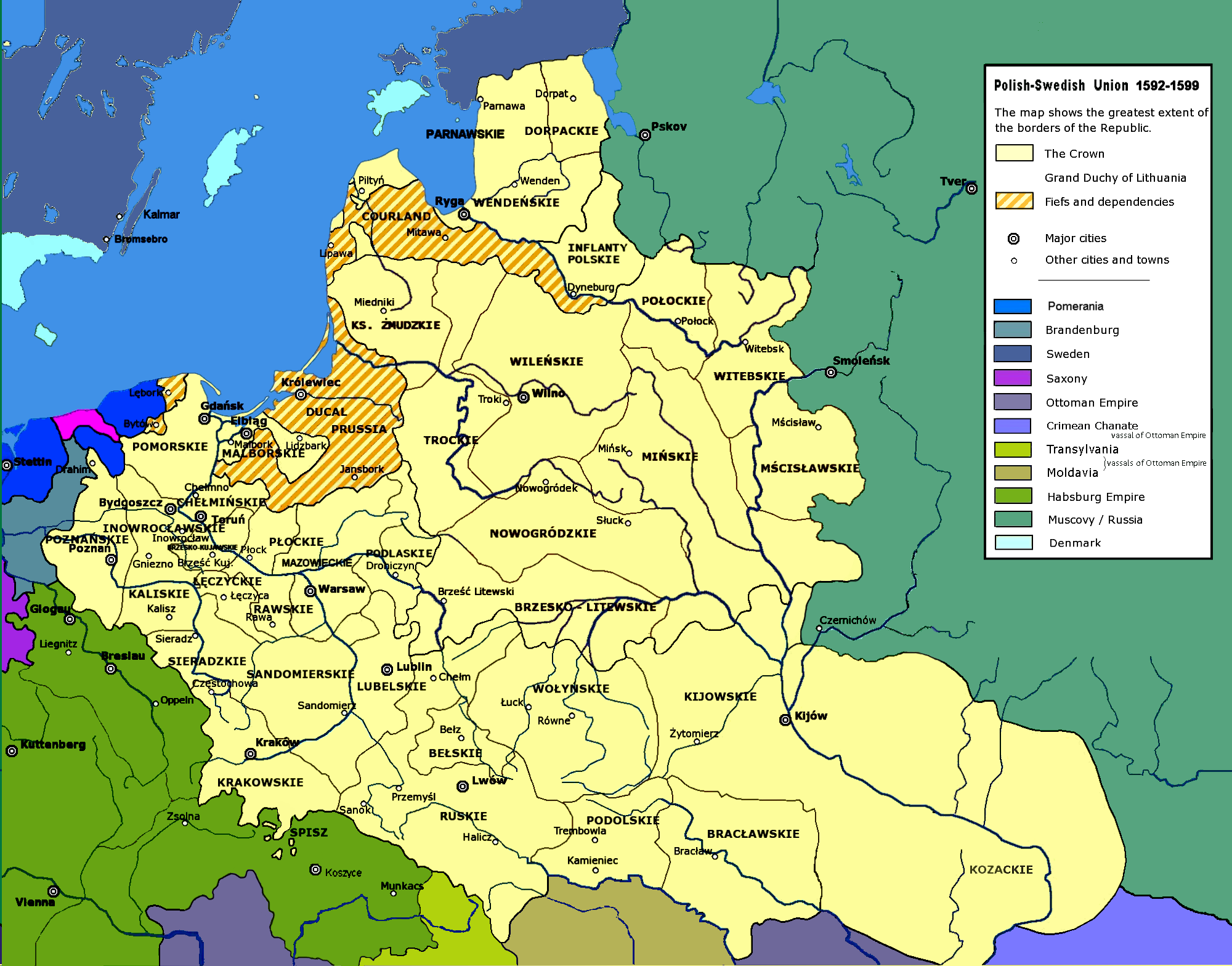
Rzeczpospolita w czasie personalnej unii polsko-szwedzkiej 1592-1599

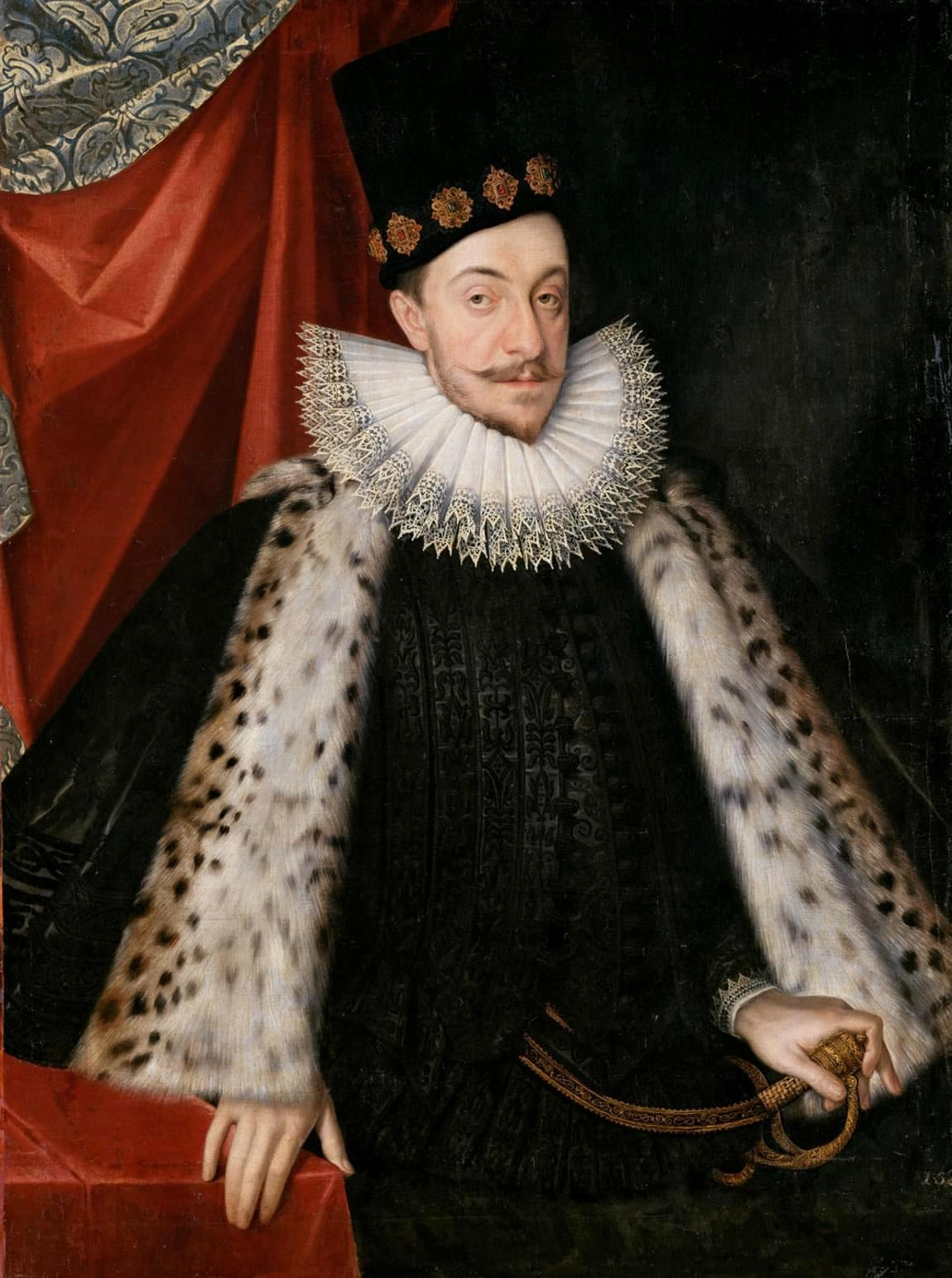
Zygmunt III Waza, król Polski i król Szwecji w latach 1592-1599

Herb Rzeczypospolitej w czasie panowania Zygmunta III

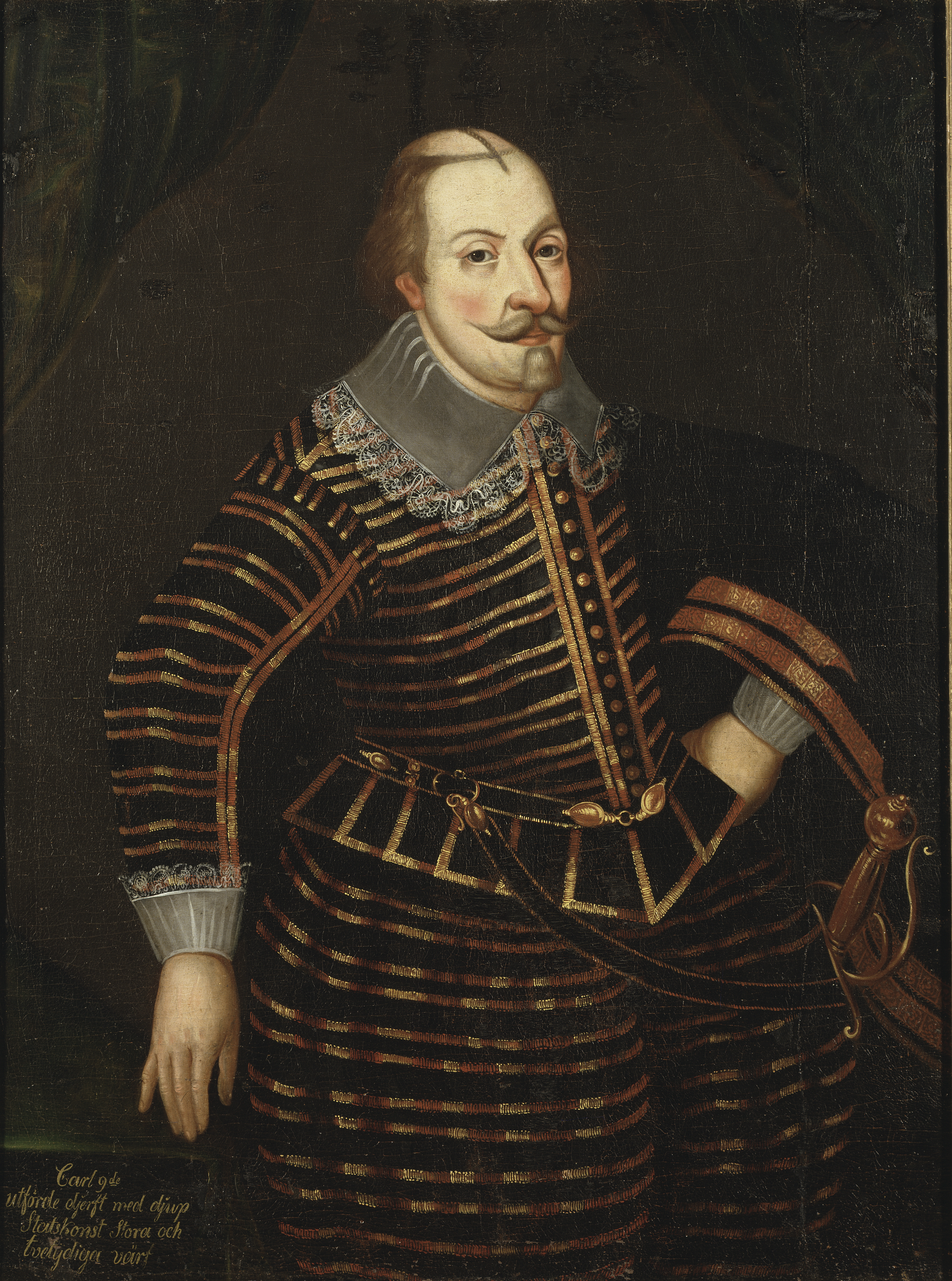
Ks. Karol Sudermański, regent królestwa Szwecji

Unia polsko-szwedzka 1592-1599 – unia personalna pomiędzy Rzecząpospolitą Obojga Narodów i Szwecją.
Po śmierci króla szwedzkiego Jana III Wazy, 27 listopada 1592, naturalnym jego następcą był najstarszy syn, Zygmunt III Waza, ówczesny król Polski. Dla samego Zygmunta dziedziczny tron szwedzki miał  większe znaczenie od niepewnego elekcyjnego w Polsce. Dał temu wyraz, snując m.in. plany oddania korony polskiej arcyksięciu Ernestowi Habsburgowi. Jednak zagrożona była sama korona szwedzka, którą chciał przejąć jego stryj, ks. Karol Sudermański.
Uzyskawszy zgodę sejmu polskiego na wyjazd z Rzeczypospolitej, król udał się 3 sierpnia 1593 roku do Szwecji. Tam jednak musiał stawić czoła 9 stycznia 1594 zbuntowanym stanom niższym pod przywództwem kleru luterańskiego na zjeździe w Uppsali. Zjazd  przyjął uchwałę o przeciwstawieniu się szerzeniu katolicyzmu w Szwecji. Nie mając innego wyjścia, naglony przez niepewne zachowanie stryja, Zygmunt III podpisał 19 lutego 1594 królewskie zaręczenie, w którym przyrzekał stanom szwedzkim zachować wolność religijną dla wyznania augsburskiego. Na jego mocy katolikom zabroniono publicznego praktykowania swojej religii. Dochodziło wówczas do wielu gorszących ekscesów, gdy świta króla wdawała się w bójki z luteranami.
Po podpisaniu tego aktu został uroczyście, w obecności żony, Anny Habsburżanki, koronowany na króla Szwecji w katedrze w Uppsali. W lipcu 1594 opuścił Szwecję i popłynął do Gdańska. Na czas swojej nieobecności regencję powierzył Karolowi Sudermańskiemu i senatorom.
Regent podjął wiele działań sprzecznych z wolą monarchy. 18 maja 1595 zawarł z Rosją traktat w Tiawzinie, odstępując jej część Finlandii (Keksholm), odwołał też z teatru wojny admirała Fleminga, jednego z najwierniejszych stronników Zygmunta.
Po złamaniu przez króla Zygmunta III zawartej umowy (obdarzanie katolików urzędami i godnościami, mianowanie m.in. burmistrzem Sztokholmu katolika, zmuszenie niekatolickich namiestników do złożenia przysięgi że będą ochraniać katolików i ich religię, zakładanie katolickich szkół) Karol Sudermański samowolnie i bez wiedzy Zygmunta III zwołał w 1595 roku w Söderköping sejm, który przeistoczył się w antykatolicką konfederację stanów niższych. Uchwalono: „usunięcie  w ciągu 6 tygodni z całego państwa wszystkich sekciarzy, którzy przeciwstawiają się ewangelickiej religii, a przebywają w naszym kraju”. Po stronie króla polskiego opowiedziały się natomiast Finlandia, szlachta szwedzka i Sztokholm. Kraj stanął w przededniu wojny domowej.
Zygmunt wysłał z Polski poselstwo by przywołać do porządku niesfornego regenta. Ten zobowiązał się złożyć regencję na Riksdagu w Arboga. Był to tylko manewr, regent uzyskał zatwierdzenie swojej władzy i zaczął podburzać chłopów. Stronnicy polscy padli wówczas ofiarami prześladowań.
W roku 1598 sejm pozwolił Zygmuntowi III na wyprawę w celu spacyfikowania jego drugiego królestwa. Na zajętych statkach holenderskich i angielskich przeprawił się do Szwecji korpus interwencyjny. Złożony był głównie z wojsk najemnych niemieckich i węgierskich, wspartych polskimi armatami.
Kampania była jednak źle zaplanowana i wobec utraty kontaktu z korpusem Flemminga, który miał uderzyć z Finlandii, armia interwencyjna została pobita przez Szwedów w bitwie pod Linköping 25 września 1598. Sam Zygmunt został wzięty do niewoli i musiał wydać w ręce stryja swoich stronników, m.in. kanclerza Szwecji Eryka Sparre (zostali oni, w tym 5 senatorów, ścięci 20 marca 1600). W maju 1599 padł Kalmar, ostatnia twierdza w rękach polskich. 24 lipca 1599 Riksdag w Sztokholmie zdetronizował Zygmunta III. Unia przestała istnieć.